# Исаково Раменье
Исаково Раменье —  упразднённая в 2022 году деревня в Шабалинском районе Кировской области России. Входила в Черновское сельское поселение.

## География
Урочище находится в западной части Кировской области, в пределах Волжско-Ветлужской равнины, в подзоне южной тайги, к востоку от реки Ветлуги, на расстоянии приблизительно 39 километров (по прямой) к северо-северо-востоку (NNE) от Ленинского, административного центра района. Абсолютная высота — 171 метр над уровнем моря.
Климат
Климат характеризуется как континентальный, с продолжительной холодной снежной зимой и умеренно тёплым коротким летом. Среднегодовая температура — 1,6 °C. Средняя температура воздуха самого холодного месяца (января) составляет −13,8 °C; самого тёплого месяца (июля) — 17,5 °C . Безморозный период длится 89 дней. Годовое количество атмосферных осадков — 721 мм, из которых 454 мм выпадает в тёплый период.

## История
Деревня упразднена в 2022 году.

## Население
| 2010 |
| ---- |
| 0    |